# 머티리얼리스트
《머티리얼리스트》(영어: Materialists)는 2025년 개봉한 미국의 로맨스 영화로, 셀린 송이 감독과 각본을 맡았다. 다코타 존슨, 크리스 에반스, 조이 윈터스, 마린 아일랜드, 루이자 제이컵슨, 페드로 파스칼이 출연한다. 뉴욕시의 호화로운 데이팅 문화를 배경으로, 결혼 정보 업체에서 일하는 루시와 배우 지망생인 전 남자친구 존, 그리고 매력적인 억만장자 해리 카스티요 사이의 삼각관계를 다룬다.
셀린 송 감독의 패스트 라이브즈 (2023년 영화) 이후 두 번째 장편 영화로, 킬러 필름스와 2AM이 제작했다. 2025년 6월 13일 A24를 통해 미국에서 개봉했으며, 그외 지역은 소니 픽처스 릴리징 인터내셔널이 배급했다. 비평가들로부터 대체로 긍정적인 평가를 받았다.

## 줄거리
성공한 중매인으로 전향한 실패한 배우 루시는 뉴욕에 기반을 둔 회사 어도어에서 일하며 9번의 결혼을 성사시켰다. 자발적으로 독신 생활을 하고 있지만, 그녀는 부유한 남자와만 데이트하고 결국 결혼할 것이라고 주장한다. 그녀의 가장 최근 성공적인 중매 결혼식에서, 그녀는 신랑의 형제인 금융가 해리 카스티요에게 접근을 받는데, 그는 루시에게 로맨틱한 관심을 표현한다. 루시는 그를 거절하고 대신 어도어의 고객이 될 것을 제안한다. 같은 행사에서 그녀는 배우 활동을 계속하며 케이터링 일을 하고 있는 전 남자친구 존과 예상치 않게 재회한다. 그들은 재정적 어려움으로 끝났던 과거의 관계를 회상한다.
해리는 루시를 계속해서 구애하며 고급 레스토랑으로 데려간다. 루시는 처음에는 그가 더 나은 상대를 찾을 수 있다고 생각하며 그의 관심에 의문을 제기하지만, 그는 자신의 견해를 존중하고 그녀의 자존감을 중요하게 생각한다고 안심시킨다. 그들의 관계는 곧 공식화되고, 루시의 새로운 낙관주의는 직업적 성공으로 이어져, 오랜 고객인 소피와 다른 고객인 마크를 중매하게 된다. 루시와 해리는 존의 연극 공연을 보러 가고, 존은 그들을 함께 보고 눈에 띄게 낙담하여 루시에게 둘의 관계에 대해 사적으로 묻는다.
루시의 상사는 마크가 소피를 폭행했고 소피가 어도어를 고소하고 있다고 루시에게 알리자 루시의 자신감은 흔들린다. 상사는 법적 문제는 자신이 처리할 것이고 루시에게 소피와 이야기하지 말라고 하지만, 루시는 소피를 찾아가 직접 사과한다. 소피는 루시가 제대로 된 실사 없이 중매를 성사시켰다고 비난하며 친구 관계를 끝낸다.
해리와 아이슬란드 여행을 계획하며 일시적으로 아파트를 전대하던 루시는 그의 짐에서 약혼반지를 발견한다. 하지만 그녀는 자신이 그를 진정으로 사랑하지 않는다는 것을 깨닫고 원만하게 관계를 끝낸다. 머물 곳이 없어진 루시는 존의 집으로 이사하고, 두 사람은 존이 연극으로 번 돈으로 뉴욕 북부로 여행을 떠난다. 그들이 함께 불청객으로 들어간 결혼식에서 루시는 존에게 키스한다. 존이 다시 사귀는 것이냐고 묻자 루시는 가치관의 갈등을 이유로 불확실성을 표현한다. 존은 항상 그녀를 사랑했고 함께 미래를 그린다며 고백하고, 루시는 한때 부를 추구하는 것이 그들의 사랑을 가렸다고 인정한다.
루시는 소피에게서 마크가 아파트 밖에 있고 경찰이 개입을 거부한다는 다급한 전화를 받는다. 루시와 존은 소피를 도우러 달려가지만 마크는 이미 도주한 상태였다. 루시는 소피가 접근 금지 명령을 신청하는 것을 돕고 두 사람은 화해한다. 헤어지기 전, 존은 루시에게 관계를 다시 시작하자고 진심으로 호소하며, 그녀를 부양하기 위해 더 열심히 일하겠다고 약속한다. 루시는 동의한다.
얼마 후, 소피는 어도어의 새로운 고객과 데이트를 시작했고, 해리도 고객이 되었다. 루시의 상사는 루시에게 어도어 뉴욕 지사장 자리를 제안한다. 루시는 사임할 생각이었지만 마지못해 제안을 고려한다. 센트럴 파크에서의 가벼운 점심 식사 중, 존이 청혼하고 루시는 키스와 함께 승낙한다. 엔딩 크레딧은 루시와 존을 포함한 다양한 커플이 시청에서 결혼 증명서를 받는 모습을 보여준다.

## 출연진
- 다코타 존슨 - 루시
- 크리스 에반스 - 존
- 페드로 파스칼 - 해리 카스티요
- 조이 윈터스 - 소피
- 마린 아일랜드 - 바이올렛
- 다샤 네크라소바 - 데이지
- 루이자 제이컵슨 - 샬럿
- 소여 스필버그 - 메이슨
- 에디 케이힐 - 로버트
- 죠셉 리 - 트레버
- 존 마가로 - 마크 P. (목소리)
- 베이비 로즈 - 웨딩 싱어

## 제작
《머티리얼리스트》는 셀린 송이 패스트 라이브즈 (2023년 영화)에 이어 각본과 감독을 맡은 두 번째 장편 영화이다. 2024년 2월에 제작이 발표되었으며, 킬러 필름스의 크리스틴 배숀과 패멀라 코플러, 그리고 2AM의 데이비드 이노호사가 제작자로 참여했다. 발표 당시 다코타 존슨, 크리스 에반스, 페드로 파스칼의 출연이 확정되었다. A24가 영화의 국내 배급과 국제 판매를 맡아 자금 확보를 위해 유러피언 필름 마켓에 프로젝트를 선보였다. IPR.VC와 공동으로 자금을 조달했다.
그 달 말, 소니 픽처스 엔터테인먼트는 8자리 금액의 계약으로 러시아, 중국, 일본을 제외한 국제 배급권을 획득했다.
2024년 5월, 조이 윈터스, 다샤 네크라소바, 루이자 제이컵슨, 마린 아일랜드가 추가 출연진으로 발표되었다.

### 촬
본 촬영은 2024년 4월 29일 뉴욕시에서 시작되어 2024년 6월 6일에 마무리되었다. 촬영은 주로 맨해튼과 브루클린에서 진행되었으며, 영화 초반 원시인들이 결혼하는 장면은 멕시코 두랑고주에서 촬영했다. 앤티가 출신의 촬영 감독 샤비에 키르히너가 35mm 필름으로 촬영했으며, 이는 패스트 라이브즈 (2023년 영화) 이후 송 감독과의 두 번째 협업이다.

## 개봉
《머티리얼리스트》는 2025년 6월 13일 A24를 통해 미국에서 극장 개봉했다. 그외 지역에서는 소니 픽처스 릴리징 인터내셔널이 해외 배급을 맡아 8월 16일 개봉했다. 대한민국에서는 8월 8일 메가박스 독점으로 개봉했다.

## 평가

### 박스 오피스
2025년 6월 15일 기준 기준, 《머티리얼리스트》는 미국과 캐나다에서 1,200만 달러, 기타 지역에서 350만 달러를 벌어들여 전 세계 총 1,550만 달러의 수익을 기록했다.
미국과 캐나다에서 드래곤 길들이기와 함께 개봉했으며, 개봉 주말 2,844개 극장에서 700만~900만 달러의 수익을 올릴 것으로 예상되었다. 개봉 첫날 500만 달러를 벌었으며, 여기에는 목요일 밤 시사회 수익 150만 달러가 포함된다. 예상보다 약간 높은 1,200만 달러로 데뷔하여 《드래곤 길들이기》와 전작인 릴로 & 스티치에 이어 3위를 차지했다.

### 비평가 반응
시네마스코어에서 실시한 관객 설문조사에서는 A+에서 F까지의 등급 중 평균 "B–"를 받았으며, 포스트트랙에서 조사한 결과 69%의 긍정적인 점수를 받았다.
RogerEbert.com의 크리스티 레미르는 이 영화를 "명료하며, 그럼에도 불구하고 행복한 결말을 가능하게 만드는" 작품으로 묘사하며, 연기와 캐릭터 깊이를 칭찬했다. 버라이어티에서 오언 글라이버먼은 이 영화가 "날카롭고 진지한 사회 로맨스 드라마"를 제공하며, "현대 생활 방식에 대한 통찰력 있는 관찰"을 높이 평가했다.
엔터테인먼트 위클리의 모린 리 렌커는 이 영화를 "교활하지만 매력적인 로맨스"라고 부르며, 셀린 송의 작품을 문화적 재치와 로맨틱한 뉘앙스 면에서 제인 오스틴의 작품과 비교했다. 뉴욕 타임스의 마놀라 다르기스는 송 감독이 시간, 감정, 정체성에 대한 지속적인 관심을 칭찬하며, 이 영화를 "형식적으로 독창적이고, 감정적으로 호기심 많으며, 철저히 성인 취향의 작품"이라고 평했다.
리처드 로슨은 배너티 페어에서 이 영화의 강점이 "주제적 대담함"에 있다고 썼으며, 뉴욕시는 실제적이고 낭만적인 도시 풍경으로 그려졌다고 언급했다.
커먼 센스 미디어는 이 영화의 사려 깊은 스토리텔링과 성인 관객에게 적합성을 칭찬하며, 감정적 현실감과 성숙한 관계 테마를 강조했다. 피플은 이 영화를 "파악하기 어렵지만 불분명하지는 않다"고 언급하며, "섬세하게 유쾌하고, 감상적이지 않다"고 덧붙였다.
더 뉴요커의 저스틴 창은 대화의 생생함을 높이 평가했지만, 감정적으로 미숙한 서브플롯으로 인해 영화의 후반부에서 추진력을 잃는다고 지적했다. 디 A.V. 클럽은 엇갈린 평가를 내렸는데, 한 비평가는 구식과 현대 로맨스를 영리하게 혼합했다고 칭찬한 반면, 다른 비평가는 송 감독의 이전 영화 패스트 라이브즈 (2023년 영화)에 비해 친밀감이 부족하다고 느꼈다.
NPR의 아이샤 해리스는 《머티리얼리스트》가 "통찰력 있는 순간들"을 가지고 있지만, 때때로 "자신의 야심에 의해 무너진다"고 지적했으며, 특히 논평과 로맨스를 동시에 다루는 데 어려움이 있다고 언급했다. 스크린 랜트는 이 영화의 속도가 일부 시청자에게는 느리게 느껴질 수 있으며, 사회 비판이 때때로 감정적 몰입을 가릴 수 있다고 언급했다.